# 김좌근 고택
김좌근 고택(金左根 古宅)은 경기도 이천시 백사면 내촌리에 있는 고택이다. 2003년 4월 21일 경기도의 민속문화재 제12호로 지정되었다.

## 개요
김좌근 고택은 산을 뒤에 두고 남향으로 자리 잡은 전통 한옥으로 당초에는 99칸이었으나, 현재는 담장과 행랑채가 없어지고 안채와 별채만 남아 있다. 이 집은 영의정 김좌근의 아들이며 고종 때 어영대장과 이조판서를 지낸 김병기가 1865년 부친의 묘지관리를 겸한 별장용으로 지은 건물로 알려져 있다.
수십년 전까지만 해도 복판에 높다란 솟을대문과 사랑채, 행랑채가 두 겹으로 안채를 싼 규모 있는 사대부집 전통가옥의 모습을 온전하게 간직하고 있었으나, 후손들이 덩치가 큰 건물을 관리하기가 벅차다는 이유로 당시 신흥재벌에 건물을 팔아 넘겼다. 사랑채와 행랑채를 뜯어 옮기던 도중 회사가 부도로 건물 이전이 중단되어 2009년 서울대학교가 인수하였고, 서울대 측에서 복원 계획을 세워 그나마 현재의 모습을 보존할 수 있게 되었다.
원래 구조는 대문과 중문을 지나 안채로 통하도록 되어 있는데 안채는 ㄷ자형으로 중문과 연결된 사랑채가 있었으며, 바깥쪽은 대문과 연결된 행랑채가 ㄱ자형으로 둘러싸고 있었다. 현재는 안채와 별채가 서로 떨어져 독립된 두 개의 건물로 되어 있지만 원래는 두 건물 사이에서도 가로막힌 건물이 있었고, 그 건물 뒤쪽에 널마루로 짠 회랑을 달아서 왕래하기 편하도록 서로 연결된 구조였다.
회랑은 없어졌지만 별채 뒷면을 돌아가며 둘러싼 쪽마루는 온전한 모습으로 남아 있다. 마당에 흙을 밟지 않고서도 안채와 별채 사이를 편하게 왕래할 수 있게 만들었던 것으로 추정된다. 안채는 서쪽부터 부엌과 다락, 3개의 방과 곳간으로 이루어진 팔작지붕의 일자집이다. 부엌은 3칸 규모로 문을 들어서면 왼쪽에 퇴를 달았고 오른쪽에 다락이 있다. 3개의 방 전면에는 3칸 정도의 대청마루가 있다.
또한 집 앞으로는 연못을 파서 인공섬으로 만들었는데, 주민들이 시멘트 구조물로 된 정자를 지어 휴식처로 사용하고 있다. 솟을 대문과 담장, 행랑채 등이 없어졌기는 해도 남아 있는 건물들은 조선 후기 권문세가의 가옥구조를 잘 보여주고 있다.

## 집주인의 역사
김좌근(金左根, 1797년~1869년)은 조선 후기의 문신으로 안동김씨 세도기 후반의 중심 인물로 영안부원군 김조순의 아들이자 순조의 왕비인 순원왕후의 남동생이었다. 영의정에 세 번이나 보직되는 등 순탄한 벼슬생활을 하면서 안동김씨 세도정치의 중심인물이었다.

## 지정 사유
이 집은 안채 1동과 별당 1동만 남아 있으나, 안사랑채인 별당을 둔 점 등, 구조와 치목에 있어서 상당히 격식을 갖춘 집으로 조선후기 권문세가 주택을 잘 보여주고 있어 건축적 자료로서 충분한 가치가 있다며 경기도의 민속문화재로 지정되었다.

## 같이 보기
- 김좌근

## 참고 자료
- 김좌근 고택 - 국가유산청 국가유산포털